# Marlene Kahler
Marlene Kahler (* 15. Mai 2001) ist eine österreichische Schwimmerin. Bei den Olympischen Jugend-Sommerspielen 2018 holte sie jeweils Bronze über 400 und 800 Meter Freistil. 2019 qualifizierte sie sich über 1500 Meter Kraul für die Olympischen Spiele 2020 in Tokio.

## Leben
Marlene Kahler wuchs in Schwechat auf, begann zunächst mit dem Rückenschwimmen und stieg später aufs Kraulen um. Mit vierzehn Jahren ging sie ans Internat im Leistungszentrum in der Südstadt, wo sie bis zur Matura 2020 die fünfjährige Oberstufe besuchte und unter anderem vom Ungarn Balázs Fehérvári trainiert wurde, der neben Kahler auch Lena Grabowski zur Olympiateilnahme führte.
2018 holte sie bei den Olympischen Jugend-Sommerspielen 2018 in Argentinien je eine Bronze-Medaille über 400 sowie 800 Meter Freistil. Außerdem nahm sie 2018 unter anderem an den Schwimmeuropameisterschaften und den European Championships teil.
Bei der internationalen ungarischen Meisterschaft in Debrecen wurde sie Ende März 2019 Zweite über 800 Meter Kraul und qualifizierte sich mit der Erbringung der Olympic Qualifying Time (OQT) über 1500 Meter Kraul für die Teilnahme an den Olympischen Spielen 2020 in Tokio. Bei den Schwimmweltmeisterschaften 2019 im südkoreanischen Gwangju unterbot sie die Olympianorm erneut. Anfang August 2019 wurde sie vierfache österreichische Staatsmeisterin, jeweils über 200, 400, 800 und 1500 Meter Freistil. Im November 2019 feierte sie in Doha ihren ersten Sieg im Weltcup.
Bei ihrem Olympiadebüt in Tokio im Juli 2021 über 400 Meter verbesserte sie den rund zwölf Jahre alten österreichischen Rekord von Jördis Steinegger um 0,93 Sekunden und belegte damit Rang 17. In ihrem zweiten Olympiarennen über 1500 Meter verbesserte sie erneut den österreichischen Rekord, diese Mal um 1,47 Sekunden, und belegte Rang 19.
Im August 2021 übersiedelte sie nach Los Angeles, um an der University of Southern California zu studieren.

## Auszeichnungen
- 2021: Niederösterreichische Nachwuchssportlerin des Jahres[15][16]